# Хомосоцијализација
Хомосоцијализација или ЛГБТ социјализација је процес којим се ЛГБТ људи сусрећу, повезују и постају интегрисани у ЛГБТ заједницу, посебно са људима исте сексуалне оријентације и родног идентитета, чиме помажу изградњи сопственог идентитета.
Простори хомосоцијализације су сва физичка или виртуелна места која ЛГБТ+ особама служе за упознавање људи из заједнице, проналажење сексуалних или љубавних партнера или просто места где имају могућност слободног изражавања свог сексуалног идентитета.
Пре настанка места која су циљано креирана за ЛГБТ+ заједницу, сусрети међу геј заједницом су се одвијали на одређеним местима на отвореном, попут паркова и јавних купатила. Иако ређе, крузинг је и даље уобичајена пракса, посебно међу мушкарцима који имају секс са другим мушкарцима. Данас постоје бројна предузећа и удружења која се баве полном и родном разноврсношћу и која омогућавају окупљање и социјализацију ЛГБТ заједнице. У многим случајевима, појављују се у ЛГБТ сељама, гдје је група концентрисана. Међутим, многа места трпе ривалитет друштвених мрежа и интернета у привлачењу ЛГБТ особа.

## Види Још
- Крузинг ради секса